# 稲森いずみ
稲森 いずみ（いなもり いずみ、1972年〈昭和47年〉3月19日 - ）は、日本の女優、モデル。本名：稲森 泉（読み同じ）。鹿児島県日置郡伊集院町兼、鹿児島市出身。バーニングプロダクション所属。

## 経歴
1989年（平成元年）、高校3年生の時にモデルデビュー。
1990年（平成2年）3月、高校生活の最後に日本テレビ系『天才・たけしの元気が出るテレビ!!』でバラエティ番組に初出演。
1991年（平成3年）5月、叔母の勧めでテキサス大学アーリントン校（ESL）に語学留学した。1年半後の翌年10月、両親に呼び戻されて日本に帰国したが、同時に、「再びモデルをやりたい」という自らの意思で東京の大手モデルプロダクション、エリートフォリオと契約した。その後、地元の鹿児島で本格的にモデル活動を開始。
1994年（平成6年）、前事務所「エリートフォリオ」より2年あまりの契約でバーニングプロダクションへ移籍。『上を向いて歩こう!』で念願の女優デビュー、及び連続ドラマ初出演を果たし、注目される。デビュー作以後、多くの雑誌のインタビューを受け、フジテレビビジュアルクイーンに輝き、『Fiction』では水着姿を披露した。
1996年（平成8年）、フジテレビ系月9ドラマ『ロングバケーション』でヒロイン葉山南の後輩役、小石川桃子を演じる。
1997年（平成9年）、フジテレビ系月9ドラマ『ビーチボーイズ』でスナック「渚」のマドンナ役、前田春子を演じる。
1998年（平成10年）、『世にも奇妙な物語 1998年春の特別編「トラウマ」』で地上波ドラマ初主演。同年7月から9月まで『ハッピー・マニア』で連続ドラマ初主演。
2003年（平成15年）、プロ野球選手・佐々木主浩と共に、ベストフォーマリストを受賞。『法王庁の避妊法』、『またも辞めたか亭主殿〜幕末の名奉行・小栗上野介〜』、『年下の男』、『ブルーもしくはブルー』など、舞台やドラマの多方面で幅広く活躍した。
2005年（平成17年）、大河ドラマ『義経』へ出演。4月から6月まで、『曲がり角の彼女』、年末には、『河井継之助 駆け抜けた蒼竜』にも出演。また、藤原紀香との合同写真が台湾選挙で無断使用され、波紋を広げた。
2007年（平成19年）1月2日、テレビ東京系列の新春ワイド時代劇『忠臣蔵 瑤泉院の陰謀』に時代劇初主演。1月14日からTBS系の『華麗なる一族』に出演。同上の2作品は「国際ドラマフェスティバル in Tokyo 2007」に出展された。
2008年（平成20年）、大河ドラマ『篤姫』で大奥総取締役の滝山を演じ、「TVnavi 2008年10月期ドラマ 助演女優賞」で第四位に選ばれた。
2009年（平成21年）、女優デビュー15周年。『アイシテル〜海容〜』で罪を犯してしまった10歳の少年の母を演じた。放送直後から賛否両論を巻き起こす作品となったが、「世界に見せたい番組」で作品グランプリ賞を獲得。さらに、カンヌで開かれた世界最大級の国際コンテスト「MIPCOM BUYER AWARD for Japanese Drama」にも選ばれた。この年は他に『THE CODE/暗号』や『蛮幽鬼』にも出演し、活躍の場を大きく広げる。
2010年（平成22年）、『怪物くん』で悪魔族の幹部・デモリーナを演じ、「ザ・テレビジョン 助演女優賞 第一位」に選ばれる。10月からは4年ぶりに『医龍-Team Medical Dragon-3』に加藤晶の役で再登場している。
2018年（平成30年）、『モンテ・クリスト伯 -華麗なる復讐-』（フジテレビ）に出演し、連続ドラマへのレギュラー出演が25年連続となる。
2023年（令和5年）4月からスタートした主演ドラマ「夫婦が壊れるとき」でデビューから29年連続ドラマ出演という偉業を達成。

## 人物
家族は鹿児島市で会社経営をしている父親と母親そして弟の4人家族。幼少期から書道、エレクトーン、剣道、そろばんを習っていた。中でも剣道は中学校では部活動としても所属していた。
剣道と、語学留学のためテキサス大学に約1年半アメリカで生活したので積極性とポジティブ・シンキングを身に付けたと自身は語っている。
アメリカから帰国後、鹿児島でモデルをはじめ1992年（平成4年）に東京へ行くことを決意し初めて上京した、その際に電話帳で調べたモデルエージェンシー5、6社に片っ端から電話をかけて自らを売り込みモデル事務所大手のエリートフォリオの面接を受け合格したというエピソードがある。また、このモデル事務所に所属して1年も経たないうちに女優に転身したいと思い立った際にも電話帳で芸能事務所を調べ、現在の所属するバーニング・プロダクションにも飛び込みで面接を受けに行って採用されたという経緯があり、本人から直接売り込みを受けたことは同社始まって以来の出来事だったという。

## 出演
※役名が太字は主演。

### ドラマ
- 上を向いて歩こう!（1994年4月11日 - 6月27日、フジテレビ） - 居酒屋店員 役
- 29歳のクリスマス（1994年10月20日 - 12月22日、フジテレビ） - 深沢真穂 役
- 半熟卵（1994年10月21日 - 12月16日、フジテレビ） - 藤井佐和子 役
- 私はニュースキャスター 迷惑でしょうが（1995年4月6日、TBS）
- 輝く季節の中で（1995年4月20日 - 6月29日、フジテレビ） - 北川幸子 役
- ひと夏のラブレター（1995年7月6日 - 9月21日、TBS） - 野中恵 役
- NHKドラマ新銀河 ラスト・ラブ（1995年7月17日 - 8月10日、NHK総合）
- オンリー・ユー〜愛されて〜（1996年1月8日 - 3月11日、日本テレビ） - 川本真美 役
- 名探偵 明智小五郎 第3作「暗黒星」（1996年1月19日、フジテレビ） - 伊志田直子 役
- ロングバケーション（1996年4月15日 - 6月24日、フジテレビ） - 小石川桃子 役
- ひと夏のプロポーズ（1996年7月5日 - 9月20日、TBS） - 森万理絵 役
- Dear ウーマン（1996年10月13日 - 12月22日、TBS） - 神崎カスミ 役
  - Dear ウーマン スペシャル（1997年4月6日）
- 彼女たちの結婚（1997年1月9日 - 3月20日、フジテレビ） - 中平操 役
- 輝きを忘れない（1997年3月28日、TBS）
- ビーチボーイズ（1997年7月7日 - 9月22日、フジテレビ） - 前田春子 役
  - ビーチボーイズ スペシャル（1998年1月3日）
- 略奪愛・アブない女（1998年1月9日 - 3月27日、TBS） - 浅野樹子 役
- 世にも奇妙な物語 春の特別編 (1998年)「トラウマ」（1998年4月8日、フジテレビ） - 主演
- ハッピーマニア（1998年7月8日 - 9月23日、フジテレビ） - 主演・重田加代子 役
- セミダブル（1999年4月14日 - 6月30日、フジテレビ） - 風間美咲 役
- 結婚できない!! 第2回「母親が心配で結婚できない!!」（1999年12月26日、日本テレビ） - 美奈 役
- 天気予報の恋人（2000年4月10日 - 6月26日、フジテレビ） - 原田早知 役
- 明日があるさ（2001年4月21日 - 6月30日、日本テレビ） - 阿部美由紀 役
  - 明日があるさ スペシャル（2002年1月12日）
- プリティガール（2002年1月9日 - 3月6日、TBS） - 主演・野山花 役
- 青に恋して!〜サッカー通と4人の美女の物語〜 第1話（2002年5月13日、フジテレビ） - 三浦蹴子 役
- フレンズ〜くされ縁女ドロボウコンビの殺人逃避行（※2002年5月放送予定だったが未放送、フジテレビ） - 主演・サラ 役
- 探偵家族（2002年7月13日 - 9月14日、日本テレビ） - 主演・田中小百合 役
- 正月時代劇 またも辞めたか亭主殿〜幕末の名奉行・小栗上野介〜（2003年1月3日、NHK総合） - 小栗道子 役
- 年下の男（2003年1月9日 - 3月20日、TBS） - 主演・山口千華子 役
- ブルーもしくはブルー 〜もう一人の私〜（2003年6月23日 - 7月17日、NHK総合） - 主演・佐々木蒼子 / 河見蒼子 役
- バツ彼（2004年7月1日 - 9月16日、TBS） - 柿崎章子 役
- 大河ドラマ（NHK）
  - 義経（2005年） - 常盤 役
  - 篤姫（2008年） - 滝山 役
  - 八重の桜（2013年） - 照姫 役
- 曲がり角の彼女（2005年4月19日 - 6月28日、関西テレビ・フジテレビ） - 主演・大島千春 役
- 河井継之助 駆け抜けた蒼龍（2005年12月27日、日本テレビ） - すが 役
- 医龍-Team Medical Dragon-（第1期）（2006年4月13日 - 6月29日、フジテレビ） - 加藤晶 役
  - 医龍-Team Medical Dragon-3（第3期）（2010年10月14日 - 12月16日）
  - 医龍-Team Medical Dragon-4（第4期）（2014年1月9日 - 3月20日）
- 新春ワイド時代劇 忠臣蔵 瑤泉院の陰謀（2007年1月2日、テレビ東京） - 主演・瑤泉院 役
- 華麗なる一族（2007年1月14日 - 3月18日、TBS） - 鶴田芙佐子 役
- アイシテル〜海容〜（2009年4月15日 - 6月17日、日本テレビ） - 主演・野口さつき 役
  - アイシテル〜絆〜（2011年9月21日） - 主演・森田さつき 役
- 怪物くん（2010年4月17日 - 6月12日、日本テレビ） - デモリーナ / 高杉よし江 役
  - 怪物くん スペシャル（2011年10月15日）
- 森村誠一サスペンス『破婚の条件』（2011年8月26日、フジテレビ） - 主演・里見昌枝 役
- 私が恋愛できない理由（2011年10月17日 - 12月19日、フジテレビ） - 白石美鈴 役
- クレオパトラな女たち（2012年4月18日 - 6月6日、日本テレビ） - 市井睦 役
- 雲の階段（2013年4月17日 - 6月19日、日本テレビ） - 鈴木明子 役
- 松本清張スペシャル『顔』（2013年10月3日、フジテレビ） - 五十嵐晶子 役
- 同窓生〜人は、三度、恋をする〜（2014年7月10日 - 9月11日、TBS） - 石井（鎌倉）あけひ 役
- 結婚に一番近くて遠い女（2015年3月6日、日本テレビ） - 藤枝美栄子 役
- 戦う!書店ガール（2015年4月14日 - 6月9日、関西テレビ、フジテレビ） - 主演・西岡理子 役（渡辺麻友〈当時AKB48〉とダブル主演）
- エイジハラスメント（2015年7月9日 - 9月10日、テレビ朝日） - 大沢百合子 役
- 土曜ワイド劇場『臨場する女 捜査検事 雨音香』（2016年1月23日、テレビ朝日） - 主演・雨音香 役[9]
- レンタル救世主（2016年10月9日 - 12月11日、日本テレビ） - 明辺紫乃 役
- 名奉行!遠山の金四郎 第1弾（2017年9月25日、TBS） - おせん 役
  - 名奉行!遠山の金四郎 第2弾（2018年8月13日）
- 刑事ゆがみ（2017年10月12日 - 12月14日、フジテレビ） - 菅能理香 役[10]
- モンテ・クリスト伯 -華麗なる復讐-（2018年4月19日 - 6月14日、フジテレビ） - 神楽留美 役[11]
- ドロ刑 -警視庁捜査三課-（2018年10月13日 - 12月15日、日本テレビ） - 鯨岡千里 役[12]
- 連続ドラマW それを愛とまちがえるから（2019年2月9日 - 3月9日、WOWOWプライム） - 主演・伊藤伽耶 役[13]
- 大富豪同心（2019年5月10日 - 7月12日、NHK BSプレミアム、NHK総合） - 菊野 役[14]
  - 大富豪同心2（2021年5月28日 - 7月23日、NHK BSプレミアム、NHK BS4K）
  - 大富豪同心3（2023年6月23日 - 、NHK BSプレミアム、NHK BS4K）
  - 大富豪同心スペシャル（2024年12月〈予定〉、NHK BSプレミアム4K）[15]
- まだ結婚できない男（2019年10月8日 - 12月10日、関西テレビ、フジテレビ） - 岡野有希江 役
- 極主夫道（2020年10月11日 - 12月13日、読売テレビ、日本テレビ） - 江口雲雀 役[16]
  - 極主夫道 爆笑!カチコミSP（2022年5月27日）[17]
- テレビ朝日開局60周年記念ドラマスペシャル『逃亡者』（2020年12月5日、6日、テレビ朝日） - 松崎美里 役[18]
- 明治開化 新十郎探偵帖（2020年12月11日 - 2021年2月5日、NHK BSプレミアム、NHK BS4K） - 勝民 役
- TOKYO MER〜走る緊急救命室〜 第7話 - 第9話、最終話（2021年8月15日 - 9月12日、TBS） - 月島しずか 役[19]
- ファイトソング（2022年1月11日 - 3月15日、TBS） - 磯辺直美 役[20]
- 六本木クラス（2022年7月7日 - 9月29日、テレビ朝日） - 相川京子 役[21]
- 夫婦が壊れるとき（2023年4月8日 - 7月1日、日本テレビ） - 主演・真壁陽子 役[22]

### 映画
- CAT'S EYE キャッツ・アイ（1997年8月30日公開） - 来生瞳 役
- 世にも奇妙な物語 映画の特別編「結婚シミュレーター」（2000年11月3日公開） - 主演・高城千春 役
- リリイ・シュシュのすべて（2001年10月6日公開） - 星野いづみ 役
- THE CODE/暗号 （2009年5月9日公開） - 美蘭 役
- ゲキ×シネ 蛮幽鬼 （2010年10月2日公開） - 京兼美古都 役
- 映画 怪物くん（2011年11月26日公開） - デモリーナ 役
- 爆心 長崎の空（2013年7月13日公開） - 高森砂織 役
- ゲキ×シネ 乱鶯（2017年4月15日公開） - お加代 役
- 極主夫道 ザ・シネマ（2022年6月3日公開） - 江口雲雀 役[23][24][25]
- バスカヴィル家の犬 シャーロック劇場版（2022年6月17日公開） - 蓮壁依羅 役[26]
- 室井慎次 敗れざる者（2024年10月11日公開）[27]
- 室井慎次 生き続ける者（2024年11月15日公開）[28]

### 舞台
- 法王庁の避妊法（2003年、ホリプロ企画・制作） - 荻野とめ 役
- 蛮幽鬼（2009年、劇団☆新感線、東京／大阪公演） - 京兼美古都 役
- 乱鶯（2016年、劇団☆新感線、東京／大阪／北九州公演） - お加代 役

### CM
- 資生堂（1993年）
- サントリー（1993年）
- ロッテ（1994年）
- トヨタ自動車（1994年）
- 日産自動車（1995年）
- キリンビバレッジ（1995年）
- 日本コカ・コーラ（1996年）
- 明治生命（現：明治安田生命）（1996年）
- リクルート（1997年）
- チバビジョン（1997年 - 1998年）
- 花王（1997年）
- 任天堂（1998年）
- アサヒ飲料（1998年）
- カネボウ（1999年）
- NTTドコモ（1999年）
- DDIセルラー（1999年）
- みずほ銀行（2005年）
- 花王（ブローネ）（2005年 - 2007年）
- サントリー（ジョッキのみごたえ辛口<生>）（2010年）
- イトーヨーカドー（L&B 『GALLORIA』）（2010年 - 2012年）
- たかの友梨ビューティークリニック（2012年）

## 受賞歴
- 1996年：第9回ザテレビジョンドラマアカデミー賞 助演女優賞（『ロングバケーション』）[29]
- 1998年：第18回ザテレビジョンドラマアカデミー賞 ベストドレッサー賞（『ハッピーマニア』）[30]
- 2003年：ベストフォーマリスト